# Dreihuk-Damm
Der Dreihuk-Damm (englisch Dreihuk Dam; Drei-Ecken-Damm) ist ein Staudamm in Namibia.
Der Damm liegt rund 20 Kilometer südwestlich von Karasburg. Er wird von der Namibia Water Corporation betrieben. Er dient seit Fertigstellung 1998 der Trinkwasserversorgung von Karasburg.
Der Dreihuk-Stausee hat eine Fläche von maximal 3,492 Quadratkilometern, zählt aber mit einem Stauvolumen von 15,493 Millionen Kubikmeter zu den größten Stauseen des Landes. Er staut mit der 418 Meter langen und 21 Meter hohen Staumauer den Hom auf.  Das Einzugsgebiet hat eine Größe von etwa 2000 km².